# Берда (гора)
Бе́рда — гора на Хотинській височині. Розташована в межах Чернівецького району Чернівецької області, на схід від села Васловівці, що на північ від міста Чернівців.

## Загальна характеристика
Висота 515,7 м над рівнем моря. Поверхня Берди вирівняна, схили асиметричні (західні та південні — круті). Вкрита буковими, дубово-грабовими та дубовими лісами, місцями підліском із ліщини.
Берда — найвища вершина рівнинної частини України, а також одна із найвищих точок Східноєвропейської рівнини. Поступається тільки плато Бирлад (561 м), а також кільком вершинам у румунському повіті Ботошані, на схід від села Тудораː Дялул-Маре (571 м), Друмул-Думбревенілор (581 м) та безіменна вершина (586,9 м).
Назва вершини походить від подібності гори за формою з «бердо» — деталлю старовинного ткацького верстата[джерело?].
Гора розташована в межах Чернівецького регіонального парку. Її добре видно з центральної площі Чернівців.